# Człowiek, który przyszedł na obiad
Człowiek, który przyszedł na obiad (ang. The Man Who Came to Dinner) – amerykański film komediowy z 1942 roku, w reżyserii Williama Keighleya. W filmie główne role zagrali Monty Woolley (postać tytułowa), Bette Davis oraz Ann Sheridan. Scenariusz Juliusa i Philipa Epsteinów został oparty na sztuce pod tym samym tytułem z 1939 roku autorstwa Mossa Harta i George’a S. Kaufmana.

## Fabuła

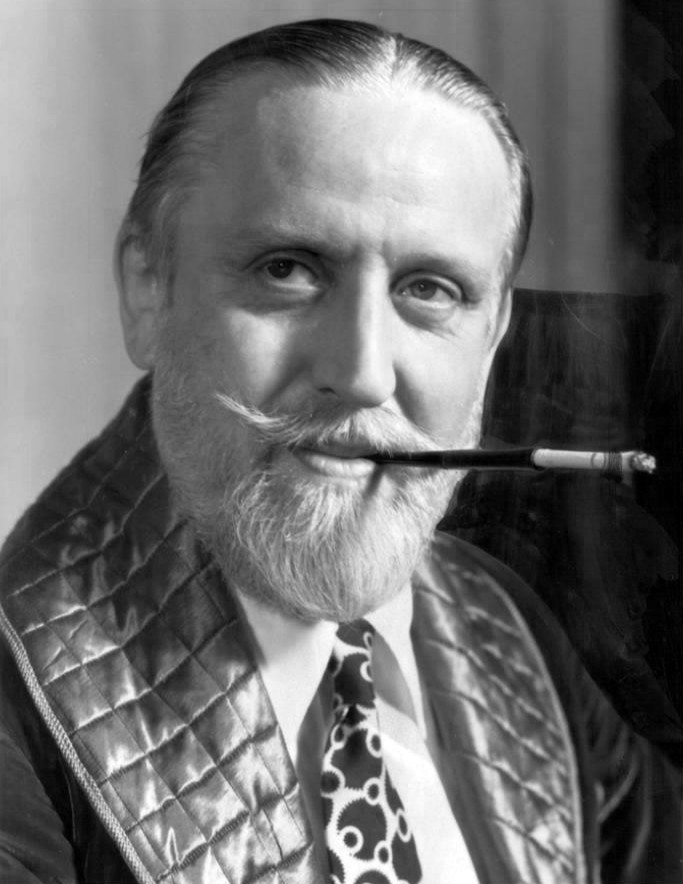
Odtwórca tytułowej roli w filmie, Monty Wooley (fotos z produkcji teatralnej The Man Who Came to Dinner; 1949)

Podczas prowadzenia rustykalnego cyklu wykładów, znany ze zgryźliwego charakteru radiowiec Sheridan Whiteside (Monty Woolley), ześlizguje się z oblodzonych schodów posiadłości państwa Stanleyów (Grant Mitchell i Billie Burke), znaczącej familii w stanie Ohio. Gospodarze nalegają, by Whiteside do zdrowia wracał w ich domu, gdy trwają święta Bożego Narodzenia. Apodyktyczny, egocentryczny celebryta wkrótce zaczyna kontrolować życie mieszkańców, a także tych, którzy przekraczają próg budynku. Zachęca on młodych ludzi, Richarda (Russell Arms) i June (Elisabeth Fraser) Stanleyów, do podążania za swymi marzeniami, w przeciwieństwie do ojca Ernesta będącego tradycjonalistą.
Tymczasem, asystentka Whiteside’a, Maggie Cutler (Bette Davis) zwraca uwagę na lokalnego dziennikarza prasowego Berta Jeffersona (Richard Travis). Kiedy czyta jego sztukę, która wywiera na niej pozytywne wrażenie, prosi Whiteside’a, by przedstawił ją prominentom z jego otoczenia. Wtedy kobieta ogłasza, że się zwalnia i wychodzi za Berta. Jej pracodawca jednak nie jest skory do utraty tak kompetentnej współpracowniczki, i robi wszystko by nie dopuścić do rozkwitu romansu. Sheridan jednocześnie wyolbrzymia swe obrażenia, by móc pozostać w posiadłości. Sugeruje on aktorce Lorraine Sheldon (Ann Sheridan), że będzie właściwą osobą do odegrania jednej z czołowych ról, planując odbicie Berta Maggie. Lorraine przekonuje Berta, by spędził z nią czas w celu zorganizowania sztuki. Kiedy Maggie orientuje się, że Whiteside stoi za tą farsą odchodzi. Trochę skarcony Whiteside, z pomocą swego przyjaciela Banjo (Jimmy Durante), obmyśla plan pozbycia się Lorraine. Zamykają Lorraine w sarkofagu, a Banjo wysyła ją do Nowej Szkocji. 
Ostatecznie mający dosyć błazenady, zniewagi i nieznośnej osobowości Whiteside’a, jednocześnie zdając sobie sprawę z symulacji jego obrażeń, pan Stanley wyprasza gościa. Zanim to następuje, Whiteside grozi mu, że ujawni związek jego siostry Harriet z morderstwem. Kiedy w końcu Sheridan wychodzi, ześlizguje się ponownie z oblodzonych stopni. Zostaje przeniesiony do środka, co wprowadza Stanleya w osłupienie.

## Obsada
- Monty Woolley – Sheridan Whiteside
- Bette Davis – Maggie Cutler
- Ann Sheridan – Lorraine Sheldon
- Richard Travis – Bertram H. Jefferson
- Jimmy Durante – Banjo
- Grant Mitchell – Ernest W. Stanley
- Billie Burke – Daisy Stanley
- Reginald Gardiner – Beverly Carlton
- Elisabeth Fraser – June Stanley
- George Barbier – dr E. Bradley
- Mary Wickes – pielęgniarka Preen
- Russell Arms – Richard Stanley
- Ruth Vivian – Harriet Stanley
- Nanette Vallon – Cosette

Szczegóły obsady
- Monty Woolley i Mary Wickes ponownie odtworzyli swoje role, jak to miało miejsce w oryginale broadwayowskiej produkcji[5].
- w epizodycznej roli, niemal niewidoczny Gig Young, mający charakterystyczny głos, miał krótką kwestię – How’s the ice? („Jak lód?”)[6]
- w tym filmie, na wielkim ekranie, debiutowała Mary Wickes[7]

## Produkcja
Cztery spośród głównych ról były oparte na prawdziwych osobach. Postać Sheridana Whiteside’a została zainspirowana krytykiem i członkiem Algonquin Round Table, Alexanderem Woollcottem, który odegrał tę rolę na scenie. Lorraine Sheldon wzorowana była na aktorce musicali, Gertrude Lawrence. Natomiast Beverly Carlton imitował osobę dramaturga, znanego z dowcipu i ekstrawagancji Noëla Cowarda. Wzorcem dla postaci Banjo był Harpo Marx.

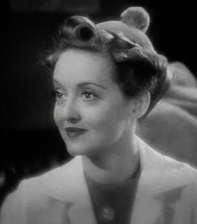
Bette Davis w filmie Człowiek, który przyszedł na obiad

Kiedy Bette Davis zobaczyła broadwayowską produkcję Człowiek, który przyszedł na obiad, uznała, że rola Maggie Cutler będzie odświeżeniem dla jej wcześniejszej roli dramatycznej w Małych liskach. Namawiała Jacka Warnera by nabył prawa do filmu dla niej i Johna Barrymore’a, który próbował wcielić się w rolę Whiteside’a, uznano go za niewłaściwego odtwórcę roli, gdy miał problemy ze skomplikowanym, szybkim dialogiem, nawet gdy pomagano mu przygotowanymi kartami z tekstem. Powodem tego był jego alkoholizm.
Film chcieli wyreżyserować zarówno Charles Laughton, jak i Orson Welles. Walczący o role w adaptacji kinowej Laird Cregar i Robert Benchley wzięli udział w próbach, jednak producent Hal B. Wallis uważał, że pierwszy był „napuszony i ekstrawagancki”, natomiast drugi „zbyt łagodnie usposobiony”. Warner zaproponował Cary’ego Granta, ale Wallis stwierdził, że jest on „zdecydowanie zbyt młody i atrakcyjny”. Mimo że to Monty Woolley wykreował tę rolę na deskach teatru, nie był znany wśród odbiorców kinowych, Wallis ostatecznie obsadził go w filmie, mimo niepokoju Warnera o homoseksualizm aktora, który na ekranie mógłby być nazbyt widoczny. Orson Welles wiele lat później zagrał rolę Sheridana w telewizyjnej adaptacji sztuki.
Bette Davis nie była zadowolona z angażu Woolleya, stwierdzając lata później – „Czułam, że ten film nie był wyreżyserowany w sposób pozbawiony polotu. Dla mnie nie był to radosny do realizacji film – to, że odniósł on sukces oczywiście mnie ucieszyło. Myślę, że nigdy nie przeboleję rozczarowania niemożności pracy z wielkim Johnym Barrymorem.”

## Przyjęcie filmu
Bosley Crowther z dziennika „The New York Times” stwierdził: 

Wszyscy, których ominął groteskowy oryginał wystawiany na deskach – a także, ci którzy widzieli go – powinni się pojawić, i wszelkimi sposobami obejrzeć wersję kinową. Bo tu, w przestrzeni blisko godziny i 52 minut, jest sprasowane to co jest niewątpliwie najbardziej znieprawione, ale komicznie szarpiąca prezentacja kiedykolwiek umieszczona na ekranie, wspaniały portret nikczemnej postaci oraz bezładna satyra, ponadto.
Dzięki Woolleyowi Człowiek, który przyszedł na obiad to niesztampowy stary pomyleniec. Jego zapał do łobuzowania jest zachwycający, tryska aliteracjami, jakby wypluwał nasiona pomarańczy, i jego intensywne rozgniewanie na wózku inwalidzkim jest mocniejsze nawet od tego, co prezentował Lionel Barrymore. Bardziej rozbawieni wścibscy mogą tego nie przyjąć, natomiast ci sztywniejsi mogą nie przetrwać. Jedna palma powinna być wręczona Bette Davis za zaakceptowanie drugoplanowej roli sekretarki, a druga za umiarkowaną i dobrą grę.
Obraz jako całość nico za długi i wewnętrznie złożony dla 100-procentowego zrozumienia, zważywszy na żywotność fabuły. Ale nawet jeśli wszystkiego nie załapiesz, jesteś pewien dobrze wydanych pieniędzy. To sprawia, że śmianie się ze sławnych ludzi budzi najbardziej satysfakcjonującą przyjemność.

Dziennikarze amerykańskiego tygodnika „Variety” zwrócili uwagę na „świetną obsadę i zręczną pracę każdego członka produkcji”, twierdząc, że „jedynym umniejszającym elementem całego filmu jest powolna akcja pierwszych piętnastu minut. Partia, w której kreacje postaci są budowane, zanim historia na dobre zaczyna się komplikować, jest zbyt długa.”
W amerykańskim tygodniku „Time” napisano:

Woolley odegrał postać Sheridana Whiteside’a z ogromnym przekonaniem i kompetencją, do tego stopnia, że trudno byłoby sobie wyobrazić kogokolwiek innego wcielającego się w tę rolę. Mimo że niewiele miejsca zostało dla pozostałych aktorów by wyeksponować własne partie, Bette Davis, dostojna i wyciszona, okazała się idealną kandydatką na zakochaną sekretarkę Woolleya.

Monty Woolley był nominowany do nagrody New York Film Critics Circle w 1942 roku dla najlepszego aktora.